# Kathleen Blanco
Kathleen Babineaux Blanco (New Iberia, 15 dicembre 1942 – Lafayette, 18 agosto 2019) è stata una politica statunitense, governatrice della Louisiana dal 2004 al 2008.